# Kānī Bāgh
Kānī Bāgh (persiska: کانی باغ) är en ort i Iran.   Den ligger i provinsen Västazarbaijan, i den nordvästra delen av landet, 500 km väster om huvudstaden Teheran. Kānī Bāgh ligger 1 660 meter över havet och antalet invånare är 312.
Terrängen runt Kānī Bāgh är kuperad.Runt Kānī Bāgh är det ganska glesbefolkat, med 48 invånare per kvadratkilometer. Närmaste större samhälle är Gerd Kashāneh, 16,7 km väster om Kānī Bāgh. Trakten runt Kānī Bāgh består i huvudsak av gräsmarker.